# St. Jürgen (Salzdahlum)

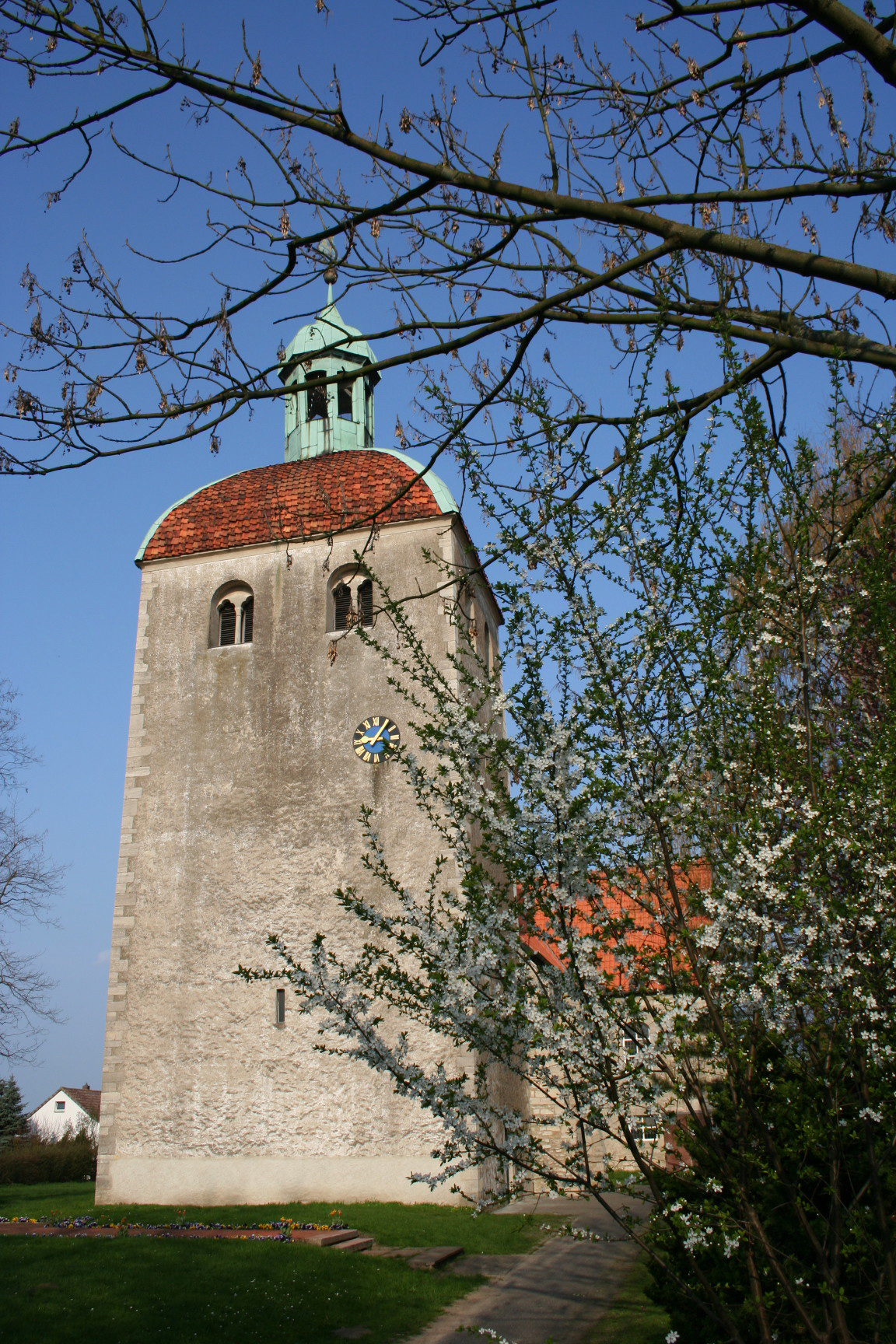
St. Jürgen

Die evangelisch-lutherische, denkmalgeschützte Kirche St. Jürgen steht in Salzdahlum, einem Ortsteil der Stadt Wolfenbüttel im Landkreis Wolfenbüttel in Niedersachsen. Die Kirchengemeinde gehört zur Propstei Wolfenbüttel der Evangelisch-Lutherischen Landeskirche in Braunschweig.

## Geschichte
Die um das Jahr 1200 gebaute Kirche war ursprünglich keine Dorfkirche, sondern Eigenkirche des Herzogs, der in Salzdahlum Besitzungen hatte. Sie stand zwischen den damaligen beiden Orten Oberdahlum und Niederdahlum. Der Name der Kirche taucht zum ersten Mal nachgewiesen in einem mittelalterlichen Kopialbuch des Braunschweiger Ägidienklosters auf, dem die Kirchengemeinde zu Abgaben verpflichtet war. Die ältesten Teile sind das zweijochige Langhaus und der Kirchturm im Westen. Das Querschiff und der Chor sind ein wenig jünger. Der Baustil der Kreuzkirche ist zwischen Romanik und Gotik anzusiedeln. 
Die Kirche wurde im Dreißigjährigen Krieg stark beschädigt. 1651 wurden das Dach und das Gebälk des Turms erneuert. Der Altar wurde um 1700 im Stil des französischen Barock auf Veranlassung von Herzog Anton Ulrichs errichtet, der die Kirche in der Nähe seines Schlosses verschönern wollte. Die erste Orgel wurde 1703 aufgestellt. Der Kirchturm bekam 1766 seine bis heute erhaltene barocke Haube. Die heutigen Fenster stammen ebenfalls von 1766. Die große Kirchenglocke und die Schlagglocke mussten im Ersten Weltkrieg zu Rüstungszwecken abgegeben werden. Auch im Zweiten Weltkrieg wurden zwei Glocken eingeschmolzen. Die Nord- und die Ostwand des Turms sind 1956 eingestürzt. Bis 1959 erfolgte der Wiederaufbau. Danach erhielt er wieder zwei Glocken.

## Beschreibung
Das Langhaus ist etwas breiter als die Vierung und der Chor. Es ist mit einem Kreuzgratgewölbe ohne Gurtbögen überspannt.
Das Erdgeschoss des Kirchturms war früher mit zwei Arkaden zum Langhaus geöffnet. 
Zur Kirchenausstattung gehört ein geschnitzter Altar, der die Geißelung Jesu Christi und die Kreuzigung mit Maria und Johannes zu Füßen des Kreuzes zeigt. Vom Anfang des 18. Jahrhunderts stammt die Kanzel, die früher über einem zweiten Altar unter dem östlichen Vierungsbogen stand.